# Fliegerersatz Abteilung Nr. 2
Fliegerersatz Abteilung Nr. 2 – FEA 2 jedna z 17 jednostek lotnictwa niemieckiego Luftstreitkräfte z początkowego okresu I wojny światowej tego typu. Dosłownie Lotniczy Oddział Uzupełnień.

## Informacje ogólne
W momencie wybuchu I wojny światowej z dniem 1 sierpnia 1914 roku jednostka została ulokowana na lotnisku w Döberitz. Od sierpnia 1915 roku została przeniesiona do Schneidemühl obecnie Piła na Pomorzu gdzie stacjonowała do końca wojny.
Jednostka prowadziła szkolenie pilotów i obserwatorów dla jednostek liniowych np. Feldflieger Abteilung. W późniejszym okresie szkolenie obserwatorów zostało wydzielone z do specjalnych szkół Fliegerbeobachterschulen (FBS).
W jednostce służyli m.in. Gustav Dörr, Hans von Glasow – instruktor, Hans von Keudell, Hans Joachim Rolfes, Franz Keller.
W jednostce zostały utworzone m.in. następujące eskadry myśliwskie: Jasta 55, Jasta 75.

## Dowódcy Jednostki
| Stopień   | Nazwisko      | Okres                   |
| --------- | ------------- | ----------------------- |
|           |               | 1.08.1914 –             |
| Porucznik | Otto Calliebe | lipiec 1917             |
| Kapitan   | Max Lohmann   | 24.09.1917 – 22.05.1918 |
|           |               | 22.05.1918 –            |